# Cholomys
Cholomys (Reig, 1980) è un genere estinto di roditori della famiglia dei Cricetidi.

## Distribuzione
Il genere è stato descritto attraverso resti fossili risalenti al basso Pleistocene rinvenuti nella Provincia di Buenos Aires, in Argentina.

## Tassonomia
Attualmente è stata descritta la sola specie C.pearsoni.